# Bobby Sands
Robert Gerard Sands (iriska: Roibeard Gearóid Ó Seachnasaigh), allmänt känd som Bobby Sands, född 9 mars 1954 i Newtownabbey i County Antrim, död 5 maj 1981 på Mazefängelset i Mazetown nära Lisburn i County Down, var en nordirländsk medlem av provisoriska IRA och politiker (medlem av underhuset 1981).

## Död i fängelse
Sands avled under en hungerstrejk i Mazefängelset, där han avtjänade ett fjortonårigt straff, eller mer, för olaga vapeninnehav. Sands strejkade för att den politiska statusen på fångarna skulle återinföras. Under sin fängelsevistelse var han den person som inledde den andra hungerstrejken i Nordirland 1981, där irländska republikanska fångar försökte få erkänd status som politiska fångar. Före sin hungerstrejk var han Provisoriska IRA:s befälhavare i Mazefängelset.

## Parlamentsledamot
Sands inledde hungerstrejken den 1 mars och valdes i ett fyllnadsval den 9 april in i det brittiska underhuset som representant för den nordirländska valkretsen Fermanagh och Sydtyrone. Sands avled av undernäring den 5 maj. Hans dödsfall ledde till att det brittiska underhuset antog en lag, som förbjöd personer som avtjänar ett fängelsestraff på över tolv månader från att ställa upp i allmänna val.

## Hyllningar
I Teheran ligger brittiska ambassaden på Bobby Sands Väg, tidigare Winston Churchills Väg.
I filmen Hunger från 2008 skildras Bobby Sands sista sex veckor i livet. Sands spelas av Michael Fassbender.